# Isohypse (Meteorologie)
Eine Isohypse (Iso, von gr.: „isos“; zu dt. „gleich“ und hypsos, von altgr. ὕψος: Höhe, Anhöhe), auch Höhenlinie, ist in der Meteorologie „eine Linie, die Punkte gleicher geopotentieller Höhe auf einer bestimmten Fläche, meist einer Isobarenfläche, verbindet.“ Sie ist wie die Isobare eine Isolinie, zeigt aber vereinfacht ausgedrückt im Gegensatz zur Isobare (Linie gleichen Luftdrucks bezogen auf Meereshöhe in Wetterkarten) die auf eine Landkarte oder ein geografisches Schema projizierten Punkte, an denen ein bestimmter reduzierter Luftdruck in derselben Höhe erreicht wird.
Am bekanntesten dürften die Isohypsenkarten für einen Luftdruck von 500 hPa sein, die zur Darstellung des Höhenwetters benutzt werden – daraus lassen sich Rückschlüsse auf die dreidimensionale Entwicklung des Wetters am Boden ziehen. Sie werden auch in Seewetterkarten benutzt, z. B. für Hochsee-Segelregatten, und damit außerhalb von Fachkreisen.

## Allgemein
Mit Isohypsen wird das Geopotenzial der Luftmassen über einem Ausschnitt der Erdoberfläche dargestellt, also deren Verteilung in der Höhe. Bezogen auf die Erdanziehungskraft wird damit ein Energiepotenzial ausgedrückt. Da die Masse der Luftsäule u. a. von ihrer Temperatur (warme Luft dehnt sich aus und ist leichter als kalte) und Feuchtigkeit abhängt (feuchte Luft ist leichter als trockene), lassen sich Rückschlüsse über diese beiden Werte ziehen.
Zur Darstellung des Höhenwetters sind Isohypsen besser geeignet als Isobaren: Während sich der einheitliche Bezug des Bodenwetters auf eine Höhenlinie (i. d. R. Meereshöhe) leicht herstellen lässt, spielt sich das Höhenwetter zu verschiedenen Jahreszeiten und auf verschiedenen Breitengraden in deutlich unterschiedlichen Höhen ab; die Darstellung einer Isobarenkarte für beispielsweise 10.000 m Meereshöhe ergäbe große Lücken in der Aussagekraft. Isohypsen können die Luftdruckverhältnisse in der Höhe besser darstellen, da über jedem Punkt der Erdoberfläche ein Punkt erreicht ist, wo sich der Luftdruck auf einen bestimmten Wert reduziert hat – abhängig von z. B. thermodynamischen Vorgängen allerdings in unterschiedlichen Höhen.
Wenn für die 500-hPa-Isohypsen z. B. eine durchschnittliche Höhe von etwas über 5500 m in der Standardatmosphäre anzunehmen ist, bewegen sich die Werte durch das Wettergeschehen tatsächlich zwischen ca. 5000 und 6000 m. Isohypsenkarten stellen also ein dreidimensionales Gebilde flächig reduziert dar.
Die in Isohypsen dargestellten Werte beruhen auf einer relativ geringen Zahl tatsächlicher Messdaten mittels Radiosonden. Dabei werden die Messwerte Temperatur, Luftdruck und -feuchte durch GPS-Sensor an der Sonde oder von der Erde aus über Radarmessungen mit ihrer Höhe und Position verbunden.
Obwohl die erfassten Daten für die gewünschten Darstellungen bezogen auf standardisierte Druckniveaus stark selektiert, transformiert und massiv extrapoliert werden müssen, ist diese Darstellungsform für den Höhen-Luftdruck so erfolgreich, dass nicht nur Analyse-, sondern auch Prognosekarten für über 14 Tage voraus öffentlich verfügbar sind (siehe Wetterdienste).

## Typische Isohypsenkarten und ihre Verwendung
In der synoptischen Meteorologie dienen die verschiedenen Isohypsenkarten mit ihren Standarddruckflächen zwischen 925 und 200 hPa jeweils der Vorhersage bestimmter Temperatur-, Niederschlags- und Windentwicklungen in unterschiedlichen „Stockwerken“ der Wettergenese. In Kombination der verschiedenen Flächen entsteht eine relative Topografie der Luftschichten.
In der Seefahrt (vgl. Seewetter) hat sich die Verwendung der 500-hPa-Isohypsenkarte im Zusammenspiel mit einer Isobarenkarte der Bodenverhältnisse zur Vorhersage der großräumigen Wetter-, v. a. der Windentwicklung etabliert.
Im Flugverkehr (vgl. Flugwetter) dienen solche Karten darüber hinaus der Korrektur der Höhenmesser (bei Streckenflügen in geringer Höhe) und zeigen oftmals direkt die relative lokale Abweichung von einer Standardhöhe (z. B. 5000 m bei 500-hPa-Isohypsen).

## Einheiten
Die Messwerte in Isohypsen-Karten werden noch immer unterschiedlich angegeben.
Als moderne Einheiten kommen in Frage
- J/kg bzw. m²/s², welche die Erdbeschleunigung von 9,81 m/s² einbeziehen
- die davon abgeleitete geopotential unit (1 gpu = 10 J/kg).

Als ältere Einheit werden verwendet:
- geopotentielle Meter (gpm)
- geopotentielle Dekameter (1 gpdam = 10 gpm).

Bei Verwendung der neueren Einheiten hat die Standard-Isohypse der 500-hPa-Druckfläche (oft etwas fetter gezeichnet) die Bezeichnung 5520 J/kg oder 552 gpu, bei Verwendung der älteren Einheiten 5640 gpm oder 564 gpdam (beide Male entsprechend der 1013-hPa-Normal-Isobare des Bodenluftdrucks).
Von dieser Linie aus ließen sich dann die Strukturen der Höhentröge und -rücken (in etwa Höhentief und Höhenhoch) erkennen, die in umgekehrter Beziehung stehen zu Bodenhoch und Bodentief.

## Darstellungsvarianten

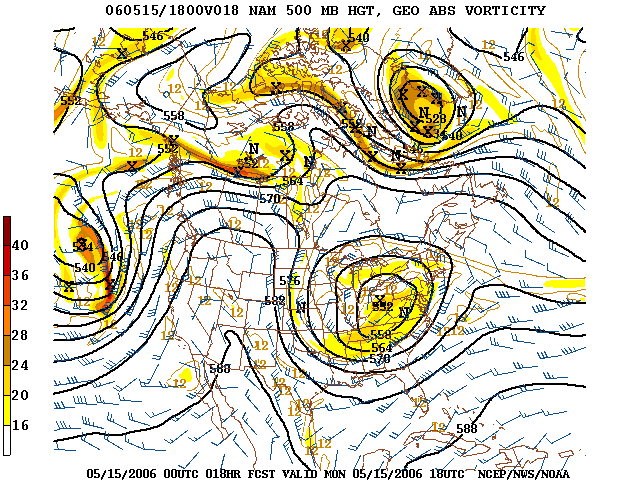
Die Karte zeigt mit den schwarz dargestellten Isohypsen die Linien gleicher Höhe für einen Luftdruck von 500 hPa bezogen auf Meereshöhe, dazu die Windverhältnisse mit blauen Pfeilen und als farbige Flächen die Vortizität

Da der Luftdruck in den unteren Schichten der Troposphäre durchschnittlich um 1 hPa pro 8 Meter abnimmt, werden Seewetterkarten in der Regel mit Isohypsenlinien im Abstand von 40 J/kg = 4 gpu gezeichnet, so dass ihr Abstand dem Abstand der Boden-Isobaren entspricht, die üblicherweise im Abstand von 5 hPa gezeichnet werden. Wie bei den Isobaren bedeuten sich annähernde Linien eine höhere Dynamik (mehr Wind).
Isohypsen werden in Wetterkarten für den praktischen Gebrauch i. d. R. mit weiteren Werten kombiniert dargestellt, um eine größere Aussagekraft zu erlangen:
- Bei den 500-hPa-Isohypsenkarten für das Seewetter werden oftmals zusätzlich die Boden-Isobaren sowie die Temperaturen an der 500-hPa-Fläche eingetragen.
- Um den Verlauf des Jetstreams abschätzen zu können, wird die 500-hPa-Isohypsenkarte auch mit Stromlinien und Windgeschwindigkeiten angeboten.
- Werden die Isohypsen zusammen mit der Vortizität (Wirbelhaftigkeit, automatischer Drehimpuls von aufsteigenden und absinkenden Luftmassen) dargestellt, so lässt sich auch die Gewitterneigung etc. gut ablesen.[2]